# Prémios Emmy do Primetime de 2016
A 68.ª edição dos Prémios Emmy do Primetime premiou os melhores programas de televisão no horário nobre dos Estados Unidos exibidos no período de 1º de junho de 2015 até 31 de maio de 2016, conforme escolhido pela Academia de Artes e Ciências da Televisão. A cerimônia ocorreu em 18 de setembro de 2016, no Microsoft Theater, em Los Angeles, na Califórnia, e foi transmitida em território norte-americano pela ABC. A cerimônia foi apresentada por Jimmy Kimmel, sendo precedida pelo Creative Arts Emmy Awards realizado na semana anterior, em 10 e 11 de setembro.
As nomeações foram reveladas em 14 de julho de 2016 por Anthony Anderson e Lauren Graham. A primeira temporada da série antológica American Crime Story angariou 13 nomeações, vencendo em 5 categorias. Contando as indicações ao Creative Arts Emmy Awards, Game of Thrones estabeleceu um novo recorde com um total de 38 indicações, ultrapassando Frasier, que possuía 37 nomeações.

## Indicados e vencedores
Vencedores em negrito.

### Programas
| Melhor série de comédia - Veep (HBO) - Black-ish (ABC) - Master of None (Netflix) - Modern Family (ABC) - Silicon Valley (HBO) - Transparent (Amazon Prime Video) - Unbreakable Kimmy Schmidt (Netflix)                                                           | Melhor série dramática - Game of Thrones (HBO) - Better Call Saul (AMC) - Downton Abbey (PBS) - Homeland (Showtime) - House of Cards (Netflix) - Mr. Robot (USA Network) - The Americans (FX)           |
| Melhor Talk Show - Last Week Tonight with John Oliver (HBO) - Comedians in Cars Getting Coffee (Crackle) - Jimmy Kimmel Live! (ABC) - The Late Late Show with James Corden (CBS) - The Tonight Show Starring Jimmy Fallon (NBC) - Real Time with Bill Maher (HBO) | Melhor programa de Sketch - Key & Peele (Comedy Central) - Documentary Now! (IFC) - Drunk History (Comedy Central) - Inside Amy Schumer (Comedy Central) - Portlandia (IFC) - Saturday Night Live (NBC) |
| Melhor Minissérie - The People v. O. J. Simpson: American Crime Story (FX) - American Crime (ABC) - Fargo (FX) - Roots (History) - The Night Manager (AMC) | Melhor Telefilme - Sherlock: The Abominable Bride (PBS) - All The Way (HBO) - Confirmation (HBO) - Luther (BBC America) - A Very Murray Christmas (Netflix)                                             |
| Melhor reality show de competição - The Voice (NBC) - The Amazing Race (CBS) - American Ninja Warrior (NBC) - Dancing with the Stars (ABC) - Project Runway (Lifetime) - Top Chef (Bravo)                                                                         | |

### Atuação

#### Atuação principal
| Melhor ator em série de comédia - Jeffrey Tambor como Maura Pfefferman por Transparent (Episódio: "Man por the Land") (Amazon Prime Video) - Anthony Anderson como Andre "Dre" Johnson, Sr. por Black-ish (Episódio: "Hope") (ABC) - Aziz Ansari como Dev Shah por Master of None (Episódio: "Parents") (Netflix) - Will Forte como Phil "Tandy" Miller por The Last Man on Earth (Episódio: "30 Years of Science Down the Tubes") (Fox) - William H. Macy como Frank Gallagher por Shameless (Episódio: "I Only Miss Her When I'm Breathing") (Showtime) - Thomas Middleditch como Richard Hendricks por Silicon Valley (Episódio: "The Empty Chair") (HBO) | Melhor atriz em série de comédia - Julia Louis-Dreyfus como Selina Meyer por Veep (Episódio: "Mother") (HBO) - Ellie Kemper como Kimmy Schmidt por Unbreakable Kimmy Schmidt (Episódio: "Kimmy Goes to a Hotel!") (Netflix) - Laurie Metcalf como Drª. Jenna James por Getting On (Episódio: "Am I Still Me?") (HBO) - Tracee Ellis Ross como Drª. Rainbow "Bow" Johnson por Black-ish (Episódio: "Sink or Swim") (ABC) - Amy Schumer como Amy por Inside Amy Schumer (Episódio: "Welcome to the Gun Show") (Comedy Central) - Lily Tomlin como Frankie Bergstein por Grace and Frankie (Episódio: "The Test") (Netflix)                                                |
| Melhor ator em série dramática - Rami Malek como Elliot Alderson por Mr. Robot (Episódio: "eps1.0 hellofriend.mov") (USA Network) - Kyle Chandler como John Rayburn por Bloodline (Episódio: "Part 23") (Netflix) - Bob Odenkirk como Jimmy McGill por Better Call Saul (Episódio: "Klick") (AMC) - Matthew Rhys como Philip Jennings por The Americans (Episódio: "The Magic of David Copperfield V: The Statue of Liberty Disappears") (FX) - Liev Schreiber como Ray Donovan por Ray Donovan (Episódio: "Exsuscito") (Showtime) - Kevin Spacey como Frank Underwood por House of Cards (Episódio: "Chapter 52") (Netflix)                                 | Melhor atriz em série dramática - Tatiana Maslany como várias personagens por Orphan Black (Episódio: "The Antisocialism of Sex") (BBC America) - Claire Danes como Carrie Mathison por Homeland (Episódio: "Super Powers") (Showtime) - Viola Davis como Annalise Keating por How to Get Away with Murder (Episódio: "There's My Baby") (ABC) - Taraji P. Henson como Cookie Lyon por Empire (Episódio: "Rise by Sin") (Fox) - Keri Russell como Elizabeth Jennings por The Americans (Episódio: "The Magic of David Copperfield V: The Statue of Liberty Disappears") (FX) - Robin Wright como Claire Underwood por House of Cards (Episódio: "Chapter 49") (Netflix) |
| Melhor ator em minissérie ou telefilme - Courtney B. Vance como Johnnie Cochran por The People v. O. J. Simpson: American Crime Story (FX) - Bryan Cranston como Lyndon B. Johnson por All the Way (HBO) - Benedict Cumberbatch como Sherlock Holmes por Sherlock: The Abominable Bride (PBS) - Idris Elba como DCI John Luther por Luther (BBC America) - Cuba Gooding Jr. como O. J. Simpson por The People v. O. J. Simpson: American Crime Story (FX) - Tom Hiddleston como Jonathan Pine por The Night Manager (AMC) | Melhor atriz em minissérie ou telefilme - Sarah Paulson como Marcia Clark por The People v. O. J. Simpson: American Crime Story (FX) - Kirsten Dunst como Peggy Blumquist por Fargo (FX) - Felicity Huffman como Leslie Graham por American Crime (ABC) - Audra McDonald como Billie Holiday por Lady Day at Emerson's Bar and Grill (HBO) - Lili Taylor como Anne Blaine por American Crime (ABC) - Kerry Washington como Anita Hill por Confirmation (HBO) |

#### Atuação coadjuvante
| Melhor Ator coadjuvante em série de comédia - Louie Anderson como Christine Baskets por Baskets (Episódio: "Easter in Bakersfield") (FX) - Andre Braugher como Capitão Ray Holt por Brooklyn Nine-Nine (Episódio: "The Oolong Slayer") (Fox) - Tituss Burgess como Titus Andromedon por Unbreakable Kimmy Schmidt (Episódio: "Kimmy Gives Up!") (Netflix) - Ty Burrell como Phil Dunphy por Modern Family (Episódio: "The Party") (ABC) - Tony Hale como Gary Walsh por Veep (Episódio: "Inauguration") (HBO) - Keegan-Michael Key como vários personagens por Key & Peele (Episódio: "Y'all Ready for This?") (Comedy Central) - Matt Walsh como Mike McLintock por Veep (Episódio: "Kissing Your Sister") (HBO) | Melhor Atriz coadjuvante em série de comédia - Kate McKinnon como várias personagens por Saturday Night Live (Episódio: "Convidada: Ariana Grande") (NBC) - Anna Chlumsky como Amy Brookheimer por Veep (Episódio: "C**tgate") (HBO) - Gaby Hoffmann como Alexandria "Ali" Pfefferman por Transparent (Episódio: "Bulnerable") (Amazon Prime Video) - Allison Janney como Bonnie Plunkett por Mom (Episódio: "Terrorists and Gingerbread") (CBS) - Judith Light como Shelly Pfefferman por Transparent (Episódio: "Flicky-Flicky Thump-Thump") (Amazon Prime Video) - Niecy Nash como Denise "DiDi" Ortley por Getting On (Episódio: "Don't Let It Get in You or por You") (HBO) |
| Melhor Ator coadjuvante em série dramática - Ben Mendelsohn como Danny Rayburn por Bloodline (Episódio: "Parte 23") (Netflix) - Jonathan Banks como Mike Ehrmantraut por Better Call Saul (Episódio: "Bali Ha'i") (AMC) - Peter Dinklage como Tyrion Lannister por Game of Thrones (Episódio: "No One") (HBO) - Kit Harington como Jon Snow por Game of Thrones (Episódio: "Battle of the Bastards") (HBO) - Michael Kelly como Doug Stamper por House of Cards (Episódio: "Chapter 44") (Netflix) - Jon Voight como Mickey Donovan por Ray Donovan (Episódio: "The Kalamazoo") (Showtime) | Melhor Atriz coadjuvante em série dramática - Maggie Smith como Violet Crawley por Downton Abbey (Episódio: "Episódio Six") (PBS) - Emilia Clarke como Daenerys Targaryen por Game of Thrones (Episódio: "Book of the Stranger") (HBO) - Lena Headey como Cersei Lannister por Game of Thrones (Episódio: "The Winds of Winter") (HBO) - Maisie Williams como Arya Stark por Game of Thrones (Episódio: "No One") (HBO) - Maura Tierney como Helen Solloway por The Affair (Episódio: "204") (Showtime) - Constance Zimmer como Quinn King por UnREAL (Episódio: "Mother") (Lifetime)                                                                                            |
| Melhor ator coadjuvante em minissérie ou telefilme - Sterling K. Brown como Christopher Darden por The People v. O. J. Simpson: American Crime Story (Episódio: "Manna from Heaven") (FX) - Hugh Laurie como Richard Onslow Roper por The Night Manager (Episódio: "Episódio 5") (AMC) - Jesse Plemons como Ed Blumquist por Fargo (Episódio: "Loplop") (FX) - David Schwimmer como Robert Kardashian por The People v. O. J. Simpson: American Crime Story (Episódio: "Conspiracy Theories") (FX) - John Travolta como Robert Shapiro por The People v. O. J. Simpson: American Crime Story (Episódio: "100% Not Guilty") (FX) - Bokeem Woodbine como Mike Milligan por Fargo (Episódio: "Palindrome") (FX)      | Melhor atriz coadjuvante em minissérie ou telefilme - Regina King como Terri LaCroix por American Crime (Episódio: "Temporada Dois: Episódio Oito") (ABC) - Melissa Leo como Lady Bird Johnson por All the Way (HBO) - Olivia Colman como Angela Burr por The Night Manager (Episódio: "Episódio 6") (AMC) - Kathy Bates como Iris por American Horror Story: Hotel (Episódio: "Battle Royale") (FX) - Sarah Paulson como Sally McKenna por American Horror Story: Hotel (Episódio: "The Ten Commandments Killer") (FX) - Jean Smart como Floyd Gerhardt por Fargo (Episódio: "Fear and Trembling") (FX)                                                                         |

### Direção
| Melhor direção em série de comédia - Transparent (Episódio: "Man on the Land"), dirigido por Jill Soloway (Amazon Prime Video) - Master of None (Episódio: "Parents"), dirigido por Aziz Ansari (Netflix) - Silicon Valley (Episódio: "Daily Active Users"), dirigido por Alec Berg (HBO) - Silicon Valley (Episódio: "Founder Friendly"), dirigido por Mike Judge (HBO) - Veep (Episódio: "Kissing Your Sister"), dirigido por David Mandel (HBO) - Veep (Episódio: "Morning After"), dirigido por Chris Addison (HBO) - Veep (Episódio: "Mother"), dirigido por Dale Stern (HBO) | Melhor direção em série dramática - Game of Thrones (Episódio: "Battle of the Bastards"), dirigido por Miguel Sapochnik (HBO) - Downton Abbey (Episódio: "Episódio Nove"), dirigido por Michael Engler (PBS) - Game of Thrones (Episódio: "The Door"), dirigido por Jack Bender (HBO) - Homeland (Episódio: "The Tradition of Hospitality"), dirigido por Lesli Linka Glatter (Showtime) - The Knick (Episódio: "This Is All We Are"), dirigido por Steven Soderbergh (Cinemax) - Ray Donovan (Episódio: "Exsuscito"), dirigido por David Hollander (Showtime)                                               |
| Melhor direção em especial de variedades - Grease: Live!, dirigido por Thomas Kail e Alex Rudzinski (Fox) - 58th Grammy Awards, dirigido por Louis J. Horvitz (CBS) - Adele Live in New York City, dirigido por Beth McCarthy-Miller (NBC) - Amy Schumer: Live at the Apollo, dirigido por Chris Rock (HBO) - The Kennedy Center Honors, dirigido por Glenn Weiss (CBS) - Lemonade, dirigido por Kahlil Joseph e Beyoncé Knowles Carter (HBO) | Melhor direção em série limitada, telefilme ou especial dramático - The Night Manager, dirigido por Susanne Bier (AMC) - All the Way, dirigido por Jay Roach (HBO) - Fargo (Episódio: "Before the Law"), dirigido por Noah Hawley (FX) - The People v. O. J. Simpson: American Crime Story (Episódio: "From the Ashes of Tragedy"), dirigido por Ryan Murphy (FX) - The People v. O. J. Simpson: American Crime Story (Episódio: "Manna from Heaven"), dirigido por Anthony Hemingway (FX) - The People v. O. J. Simpson: American Crime Story (Episódio: "The Race Card"), dirigido por John Singleton (FX) |

### Roteiro
| Melhor roteiro em série de comédia - Master of None (Episódio: "Parents"), escrito por Aziz Ansari e Alan Yang (Netflix) - Catastrophe (Episódio: "Episódio 1"), escrito por Rob Delaney e Sharon Horgan (Amazon Prime Video) - Silicon Valley (Episódio: "Founder Friendly"), escrito por Dan O'Keefe (HBO) - Silicon Valley (Episódio: "The Uptick"), escrito por Alec Berg (HBO) - Veep (Episódio: "Morning After"), escrito por David Mandel (HBO) - Veep (Episódio: "Mother"), escrito por Alex Gregory e Peter Huyck (HBO) | Melhor roteiro em série dramática - Game of Thrones (Episódio: "Battle of the Bastards"), escrito por David Benioff e D. B. Weiss (HBO) - The Americans (Episódio: "Persona Non Grata"), escrito por Joel Fields e Joe Weisberg (FX) - Downton Abbey (Episódio: "Episódio Eight"), escrito por Julian Fellowes (PBS) - The Good Wife (Episódio: "End"), escrito por Robert King e Michelle King (CBS) - Mr. Robot (Episódio: "eps1.0 hellofriend.mov"), escrito por Sam Esmail (USA Network) - UnREAL (Episódio: "Return"), escrito por Marti Noxon e Sarah Gertrude Shapiro (Lifetime)                                                              |
| Melhor roteiro de especial de variedades - Patton Oswalt: Talking for Clapping, escrito por Patton Oswalt (Netflix) - Amy Schumer: Live at the Apollo, escrito por Amy Schumer (HBO) - John Mulaney: The Comeback Kid, escrito por John Mulaney (Netflix) - Tig Notaro: Boyish Girl Interrupted, escrito por Tig Notaro (HBO) - Triumph's Election Special 2016 (Hulu) | Melhor roteiro para série limitada, telefilme ou especial dramático - The People v. O. J. Simpson: American Crime Story (Episódio: "Marcia, Marcia, Marcia"), escrito por D. V. DeVincentis (FX) - Fargo (Episódio: "Loplop"), escrito por Bob DeLaurentis (FX) - Fargo (Episódio: "Palindrome"), escrito por Noah Hawley (FX) - The Night Manager, escrito por David Farr (AMC) - The People v. O. J. Simpson: American Crime Story (Episódio: "From the Ashes of Tragedy"), escrito por Scott Alexander e Larry Karaszewski (FX) - The People v. O. J. Simpson: American Crime Story (Episódio: "The Race Card"), escrito por Joe Robert Cole (FX) |